# Carcaraes
Los carcaraes fueron un pueblo indígena que a la llegada de los primeros exploradores españoles en el siglo XVI vivían en la margen derecha del río Paraná en el centro de la provincia de Santa Fe en Argentina. Se los menciona también como: caracaes, caracaroes, caracarás, carcarás y caracarais.
Formaban parte del grupo de los chaná-timbúes (o grupo del Litoral), los que geográficamente se agrupaban en: 
- septentrionales: mepenes y mocoretaes
- centrales: calchines, quiloazas, corondas, timbúes y carcaraes
- meridionales: chanás y mbeguaes

Los carcaraes vivían en las márgenes del río Carcarañá en su desembocadura en el río Paraná. Fueron encomendados y reducidos en el siglo XVI y luego desaparecieron de la historia.

## Testimonios históricos sobre los carcaraes
El fuerte Sancti Spiritus, que fue el primer asentamiento hispano en la región del Río de la Plata, fue fundado en la desembocadura del río Carcarañá en el río Paraná en 1527, por el navegante veneciano al servicio de la Corona española, Sebastián Caboto. Fue destruido dos años más tarde por los chaná-timbúes. En la carta fechada el 10 de julio de 1528 de Luis Ramírez, quien participó de la expedición, mencionó a los Caracarais:

En la comarca de la dicha fortaleza ay otras naciones, las quales son Caracarais y Chanaes, y Beguas y Chamaes Timbus, y Timbus con de diferentes lenguages; todos vinieron ablar y ver al Sñr. Capitan General: es gente mui bien dispuesta; tienen todos oradas las narizes ansi hombres como mugeres por tres partes, y las orejas: los hombres oradan los lavios por la parte vaja: de estos los Cancarais y Timbus siembran abati y calabazas y habas; y todas las otras naciones no siembran, y su mantenimiento es carne y pescado.

Sobre el viaje que Diego García de Moguer realizó en el río Paraná en 1528 escribió en su Relación:

... Ay otra generacion andando el Rio arriba que se llaman los Janaes é otros questán cabellos que se llaman Janaes o Tembures; estos todos comen abate é carne é pescado; é de la otra parte del rio está otra generacion que se llaman los Carcaráes e más allá de ellos está otra generación muy grande que se llaman los carandíes.

La Historia general y natural de las Indias, islas y tierra firme del mar océano fue publicada por Gonzalo Fernández de Oviedo en partes entre 1535 y 1557 con una relación sobre los carcaraes:

[…] Adelante destos está la gente de los tinbus á par de un estero que sale del rio grande por junto á la Tierra-Firme y parte del Sur; y á par destos está una nasçion que llaman carcaraes, que es gente alta de cuerpo, y la una y la otra de lenguas diferentes, que en el trato paresçe mejor que las otras ya dichas. Susténtanse de pescado, y tienen mucho y bueno; y sacan del mesmo pescado mucha y buena manteca, de que los chripstianos se aprovechan mucho, assi en su comer como para arder en los candiles, y para aderesçar los cueros de venado, de que haçen vestido y calçado y cueras para su defensa. Estos tienen muchos venados, y avestruçes, y ovejas de las grandes del Perú, tigres, nutrias y otros animales que quieren paresçer conexos, é otros de otras maneras (...) Estos tinbus y carcaraes son de mayor estatura que los tirandis y que todos los ya dichos, y es gente sofrible y amorosa y amiga de los chripstianos, aunque son flecheros, cuyas flechas son pequeñas y emplumadas de tres plumas y muy polidas. Tienen tiraderas, de que se sirven como de dardos […]

En la relación de Francisco de Villalta hecha en 1556 menciona respecto de la fundación de Buenos Aires por Pedro de Mendoza a los Carcarás:

Llegados á las casas de los Timbúes i Carcarás que juntos estaban Juan de Aiolas, que por jeneral avia ido, hizo con los Indios que le diesen la mitad de una casa que tenia en la qual cupieron todos, porque estabamos tales que en poco espacio podiamos muy bien caber; puestos allí Timbúes i Carcarás nos probeian no tan solamente á nosotros pero proveieron á Juan de Aiolas de mucha comida con la qual decendió el pueblo de Vuenos Aires por Don Pedro de Mendoza que halla abia quedado.

Ruy Díaz de Guzmán en su novela terminada en 1612 Historia Argentina del descubrimiento, población y conquista de las provincias del Río de la Plata cuenta la historia de la destrucción del fuerte Sancti Spiritus en 1529 y menciona a los Caracarás:

Otros hay más arriba, que llaman Timbús, y Caracarás, 40 leguas de Buenos Aires en buena esperanza, que son más afables, y de mejor trato y costumbres, que los de abajo: son labradores, y tienen sus pueblos fundados sobre la costa del río. Tienen las narices oradadas, donde sientan por gala en cada parte una piedra azul o verde; son muy ingeniosos y hábiles, y aprenden bien la lengua española: fueron más de 8000 indios antiguamente, y ahora han quedado muy pocos.

Los mepenes, junto a otros grupos llamados capesales (cáingangs) y los caracaroes o caracarás, asesinaron al sacerdote Pedro Espinosa en la zona de la actual Goya y luego asaltaron la reducción franciscana de Santa Lucía. Estos indígenas fueron atacados por los españoles de Corrientes en 1639. Estos caracaroes o caracarás al parecer eran un pueblo distinto de los carcaraes y vivía en los esteros del Iberá en la provincia de Corrientes. Se organizó una expedición compuesta por 230 indígenas y 100 españoles al mando de Cristóbal Garay y Saavedra para escarmentar a los caracaroes, mepenes, capesales y algunos guayquirarós. Remontaron el río Corriente hacia los esteros del Iberá, pero hallaron muy pocos indígenas, quienes se habían internado en los esteros y desaparecieron poco después, quedando la leyenda de que aun se encuentran allí escondidos.